# South Wayne
South Wayne is een plaats (village) in de Amerikaanse staat Wisconsin, en valt bestuurlijk gezien onder Lafayette County.

## Demografie
Bij de volkstelling in 2000 werd het aantal inwoners vastgesteld op 484. In 2006 is het aantal inwoners door het United States Census Bureau geschat op 476, een daling van 8 (-1,7%).

## Geografie
Volgens het United States Census Bureau beslaat de plaats een oppervlakte van 2,0 km², geheel bestaande uit land. South Wayne ligt op ongeveer 252 m boven zeeniveau.

## Plaatsen in de nabije omgeving
De onderstaande figuur toont nabijgelegen plaatsen in een straal van 16 km rond South Wayne.